# Roger Machado
Roger, właśc. Roger Machado Marques (ur. 25 kwietnia 1975 w Porto Alegre) – brazylijski piłkarz występujący na pozycji lewego obrońcy.

## Kariera klubowa
Roger rozpoczął piłkarską karierę w Grêmio Porto Alegre w 1993 roku. Z Gremio zdobył mistrzostwo Brazylii 1996, Puchar Brazylii w 1994, 1997 i 2001, mistrzostwo stanu Rio Grande do Sul – Campeonato Gaúcho w 1995 i 1996, 1999, 2001, Copa Libertadores 1995 oraz Recopa Sudamericana 1995. W 2004 przeniósł się do japońskiego Vissel Kobe.
W 2006 roku powrócił do Brazylii do Fluminense FC, w którym zakończył karierę w 2008 roku. Z Fluminense zdobył Puchar Brazylii 2007, a rok później dotarł do finału Copa Libertadores 2008, gdzie Fluminense przegrało z ekwadorskim LDU Quito.

## Kariera reprezentacyjna
Roger ma za sobą jeden występ w reprezentacji Brazylii, w której wystąpił 12 lipca 2001 w meczu z reprezentacją Meksyku podczas Copa América 2001.